# ケアリー・ウルフ
ケアリー・ウルフ（Cary Wolfe, 1959年 - ）は、ライス大学英文学科教授。アメリカ詩から生命倫理学まで幅広い著作活動を行っている。近年の動物研究論争における主要論者の一人であり、ある種のポストヒューマニスト的立場をとっている。ノースカロライナ州で生まれ育った。

## 学歴
ウルフはノースカロライナ大学チャペルヒル校で英語、哲学、比較文学を学び、1984年に最優等成績で卒業した。1986年、同大学英文学科から修士号を取得した。1990年、デューク大学英文学科から博士号を得た。

## 職歴
ウルフが最初に得た大学のポストは、インディアナ大学ブルーミントン校の助教で、1990年に着任した。同大学ではアメリカ研究の准教授にまでなり、1998年まで教鞭をとった。1998年にニューヨーク州立大学アルバニー校に転出し、客員教授に就任した。アルバニーでは後に大学院研究科長、英文学科副学科長を1998年から1999年まで務め、1999年には専任教授になった。2003年、テネシー州ヒューストンにあるライス大学の教授に着任した。現在に至るまで、英文学科のブルース＆エリザベス・ダンレヴィ教授として教えている。また、ウルフはライス大学の批評・文化理論センター（3CT）ディレクターも務めている。

## 著作

### 単著
- The Limits of American Literary Ideology in Pound and Emerson, Cambridge Studies in American Literature and Culture, no. 69 (Cambridge: Cambridge University Press, 1993).
- Critical Environments: Postmodern Theory and the Pragmatics of the "Outside," Theory Out of Bounds Series, no. 13 (Minneapolis: University of Minnesota Press, 1998).
- Animal Rites: American Culture, the Discourse of Species, and the Posthumanist Theory (Chicago: University of Chicago Press, 2003). Nominated for the James Russell Lowell Prize, Modern Language Association, 2004.
- What is Posthumanism? (Minneapolis: University of Minnesota Press, 2010)
三松幸雄訳「言語・表象・種――認知科学 対 脱構築」、『思想』 第1088号、196-222頁、2014年。
- Before the Law: Humans and Other Animals in a Biopolitical Frame (Chicago: University of Chicago Press, 2012)

### 共著
- Philosophy and Animal Life (Columbia, 2008)
コーラ・ダイアモンド、ジョン・マクダウェル、イアン・ハッキング、ケアリー・ウルフ、スタンリー・カヴェル著、中川雄一訳『〈動物のいのち〉と哲学』春秋社、2010年

### 編著書
- The Politics of Systems and Environments I and II, special issues of Cultural Critique 30 and 31 (Spring and Fall 1995), ed., with William Rasch (Oxford: Oxford University Press).
- Observing Complexity: Systems Theory and Postmodernity (Minneapolis: University of Minnesota Press, 2000) (rpt. of the above in modified form with new introduction).
- Critical Ecologies, special issue of EBR: Electronic Book Review 4 (Winter 1997), ed., with Joseph Tabbi. Online. World Wide Web: http://www.altx.com/ebr.
- The MSN issue: Music/Sound/Noise, special issue of EBR: Electronic Book Review, ed. with Joseph Tabbi and Mark Amerika. Online. World Wide Web: http://www.altx.com/ebr.
- Zoontologies: The Question of the Animal (Minneapolis: University of Minnesota Press, 2003).
- The Other Emerson, ed. with Branka Arsic (New York: Fordham University Press, forthcoming 2007).